# Расизам и дискриминација у Турској
У Турској, расизам и етничка дискриминација су присутни у њеном друштву и кроз историју, укључујући институционални расизам према немуслиманским и несунитским мањинама. Ово се углавном јавља у облику негативних ставова и поступака Турака према људима који се не сматрају етнички Турцима, посебно Курдима, Јерменима, Грцима и Јеврејима.
Последњих година, расизам у Турској је порастао према сиријским избеглицама и удруженим Арапима (иако су повремене предрасуде према Арапима већ преовладавале), као и према другим имигрантским популацијама са Блиског истока, као што су Авганистанци.

## Преглед
| Година                       | 1914   | 1927   | 1945   | 1965   | 1990   | 2005   |
| ---------------------------- | ------ | ------ | ------ | ------ | ------ | ------ |
| Муслимани                    | 12,941 | 13,290 | 18,511 | 31,139 | 56,860 | 71,997 |
| Грци                         | 1,549  | 110    | 104    | 76     | 8      | 3      |
| Јермени                      | 3,604  | 77     | 60     | 64     | 67     | 50     |
| Јевреји                      | 128    | 82     | 77     | 38     | 29     | 27     |
| Остали                       | 176    | 71     | 38     | 74     | 50     | 45     |
| Укупно                       | 15,997 | 13,630 | 18,790 | 31,391 | 57,005 | 72,120 |
| % немуслиманско становништво | 19.1   | 2.5    | 1.5    | 0.8    | 0.3    | 0.2    |

Расизам и дискриминација у Турској могу се пратити још од Отоманског царства. Током 1860-их, неки османски турски интелектуалци попут Али Суави изјавили су да:
1. Турци су супериорнији у односу на друге расе у политичком, војном и културном аспекту.
2. Турски језик по свом богатству и изврсности превазилази европске језике.
3. Турци су изградили исламску цивилизацију.

Током 1920-их и 1930-их, расизам је постао утицајан аспект турске политике који је рачунао на подршку турске владе. Кроз тезу турске историје и теорију језика Сунца, турска расна супериорност требало је научно доказати. Теза турске историје тврдила је турско расно порекло модерног европског народа, док је теорија Сунчевог језика Турке називала првим народом који је проговорио, дакле турским пореклом свих других језика. У Турској су организовани конгреси за промовисање тих идеја у западни научни свет. Закон о намештеницима донесен 1926. године имао је за циљ потурчење радног живота у Турској. Овај закон је турску нацију дефинисао као услов који је био неопходан за лице које жели да постане државни службеник. Како је 1932. године Кериман Халис Еце изабрана за мис универзума, турски председник Мустафа Кемал Ататурк је био задовољан чињеницом да је међународни жири изабрао жену која представља суштину турске расе. Рани расисти у Турској били су Нихал Ациз и Реха Огуз Туркан, који су се такмичили у примени исправног начина у дефинисању турског. Њих двојица су оптужени на суђењу за расизам-туранизам 1944. заједно са још 21 оптуженим међу којима су били Зеки Велиди Тоган и Алпарслан Туркеш. Неколико оптужених је осуђено на затворске казне, али су након поновљеног суђења у октобру 1945. сви ослобођени. Турски идеалистички покрет је под утицајем ставова Адолфа Хитлера о расизму. Његова књига Мајн Кампф (турски: Кавгам) веома је популарна међу десничарским политичарима, а пошто је Булент Ечевит желео да забрани њену продају у Турској, они су то спречили.
У Турској је 2002. године Министарство просвете усвојило наставни план и програм за Јермене који је нашироко осуђен као расистички и шовинистички. Наставни план и програм је садржао уџбенике који су укључивали фразе као што су „сломили смо Грке“ и „издајник нације“. Након тога, грађанске организације, укључујући Турску академију наука, објавиле су студију која осуђује сваки расизам и сексизам у уџбеницима. Међутим, у извештају који је 2015. године објавила Међународна група за права мањина (МРГ) наводи се да наставни план и програм у школама и даље приказује „Јермене и Грке као непријатеље земље“. Нурцан Каија, један од аутора књиге у извештају је закључио: „Цео образовни систем је заснован на туризму. Нетурске групе се или не помињу или се помињу на негативан начин.“
Од 2008. Турска је такође забележила пораст „злочина из мржње“ који су мотивисани расизмом, национализмом и нетолеранцијом. Према речима Аихана Сефера Устуна, шефа парламентарне Комисије за истраживање људских права, „Говор мржње је у порасту у Турској, тако да би требало увести нова средства одвраћања како би се зауставио пораст оваквих злочина“. Упркос одредбама Устава и закона, до сада није било осуђујућих пресуда за злочин из мржње, било због расизма или дискриминације. У Турској је од почетка 2006. године извршено више убистава над припадницима етничких и верских мањинских група, особама које имају другу сексуалну оријентацију и особама које исповедају другачији друштвени/сексуални идентитет. Члан 216. турског кривичног закона намеће општу забрану јавног изазивања мржње.
Према чланку који је 2009. године написао Иавуз Бајдар, виши колумниста дневног листа Заман, расизам и говор мржње су у порасту у Турској, посебно против Јермена и Јевреја. Он је 12. јануара 2009. написао да „Ако неко прође кроз штампу у Турској, лако би нашао случајеве расизма и говора мржње, посебно као одговор на жалосни покољ и патњу у Гази. То су случајеви у којима има више нема разлике између критиковања и осуде израелских аката и стављања Јевреја на линију ватре.“ Асли Чиракман је 2011. године тврдио да је дошло до очигледног пораста у изражавању ксенофобичних осећања према курдском, јерменском и јеврејском присуству у Турска. Чиракман је такође приметио да етнонационалистички дискурс 2000-их идентификује непријатеље-унутар као етничке и верске групе које живе у Турској, као што су Курди, Јермени и Јевреји.
У 2011. години, истраживање на 1.000 Турака показало је да 6% њих има позитивно мишљење о хришћанима, а 4% њих има позитивно мишљење о Јеврејима. Раније, 2006. године, бројке су биле 16% и 15%. Истраживање је такође показало да 72% Турака сматра Американце непријатељима, а 70% њих Европљане као непријатељске. Када су упитани да наведу најнасилнију религију на свету, 45% Турака је навело хришћанство, а 41% јудаизам, док је 2% рекло да је то ислам. Поред тога, 65% Турака је рекло да су западњаци „неморални“.
Један од главних изазова са којима се Турска суочава према Европској комисији против расизма и нетолеранције (ЕКРИ) је потреба да се помири снажан осећај националног идентитета и жеља да се очува јединство и интегритет државе са правом различитих мањина. групе да изразе сопствена осећања етничког идентитета унутар Турске, на пример, право мањинске групе да развије сопствени осећај етничког идентитета кроз одржавање језичких и културних аспеката тог етничког идентитета.
У недавном открићу јерменског листа Агос, тајни расни кодови су коришћени за класификацију мањинских заједница у земљи. Према расном кодексу, за који се верује да је успостављен током оснивања републике 1923. године, Грци су сврстани под број 1, Јермени 2, а Јевреји 3. Алтан Тан, посланик Партије мира и демократије (БДП), сматра да су турске власти увек одбијале такве кодексе, али је изјавио да „ако се тако нешто дешава, то је велика катастрофа. Држава незаконито профилише своје грађани по националној и верској припадности, а тајно радити, велика је катастрофа“.
Према истраживању које је спровео Универзитет Билги, уз подршку Савета за научна и технолошка истраживања Турске (ТУБИТАК) између 2015. и 2017. године, 90 одсто младих је рекло да не би желело да се њихове ћерке удају за некога ко је „из друга група“. Док је 80 одсто младих рекло да не би хтело да има комшију из „других“, 84 одсто је рекло да не би желело да им деца буду пријатељи са децом која су из „друге“ групе. 84 одсто је рекло да не би пословало са припадницима "друге" групе. 80 одсто је рекло да неће запослити никога ко је из „других“. Истраживачи су водили интервјуе лицем у лице са младим људима између 18 и 29 година. Када су замољени да наведу које групе највише перципирају као „други“, на првом месту су рангирали хомосексуалце са 89 одсто, атеисти и неверници су били на другом месту са 86 одсто, на трећем месту су људи других вероисповести са 82 одсто, мањине са 75 одсто и изузетно религиозни људи на петом са 74 одсто.

## Курди
Махмут Есат Бозкурт, бивши министар правде, тврдио је 1930. о супериорности турске расе над курдском, а нетурцима је дозволио само право да буду слуге и робови.
Масакр у Зилану 1930. је био масакр курдских становника Турске током побуне на Арарату у којој је учествовало 800–1500 наоружаних људи. Према новинама Cumhuriyet од 16. јула 1930. године, убијено је око 15.000 људи, а река Зилан је била испуњена лешевима све до ушћа. Новине Milliyet је 31. августа 1930. објавио изјаву турског премијера Исмета Иненију: „Само турски народ има право да тражи етничка и расна права у овој земљи. Било који други елемент нема такво право. Они су источни Турци који су преварени неоснованом пропагандом и на крају изгубили свој пут.“
Курди су имали дугу историју дискриминације и масакра које је над њима вршила турска влада. Једна од најзначајнијих је побуна Дерсим, где је, према званичном извештају Четвртог генералног инспектората, турска војска убила 13.160 цивила, а 11.818 људи одведено у избеглиштво, чиме је покрајина депопулација 1937–38. године. Према Дерсими, многи припадници племена су стрељани након предаје, а жене и деца су закључани у сеножете које су потом запаљене. Давид МекДовал наводи да је убијено 40.000 људи док извори из курдске дијаспоре тврде да је страдало преко 70.000 људи.
У покушају да негира њихово постојање, турска влада је категорисала Курде као „планинске Турке“ до 1991. године. Осим тога, различите историјске курдске личности су покушаване да буду потурчене тврдњом да не постоји раса која се зове Курди и да Курди немају историју укључену као наставни предмет у државним школама. Неколико покушаја отварања курдских инструкторских центара заустављено је из техничких разлога, као што су погрешне димензије врата. Турски извори су тврдили да је вођење школа на курдском језику прекинуто 2004. године због „очигледног недостатка интересовања“. Иако су школе на курдском језику почеле да раде, многе од њих су принуђене да се затворе због претеране регулације од стране државе. Институти за курдски језик су праћени под строгим надзором и бирократским притиском. Употреба курдског језика као главног образовног језика је незаконита у Турској. Прихвата се само као предметни предмети.
Курдски језик је дозвољен као предмет на универзитетима, неки од њих су само курсеви језика, док су други дипломски или постдипломски програми курдске књижевности и језика.
Због великог броја турских Курда, узастопне владе су на изражавање курдског идентитета гледале као на потенцијалну претњу турском јединству, што је осећај погоршан од оружане побуне коју је покренула ПКК 1984. Једна од главних оптужби за културна асимилација се односи на историјско потискивање курдског језика од стране државе. Курдске публикације настале током 1960-их и 1970-их угашене су под разним правним изговорима. Након војног удара 1980. године, курдски језик је званично забрањен у владиним институцијама.
У априлу 2000, амерички конгресмен Боб Филнер говорио је о „културном геноциду”, наглашавајући да „начин живота познат као курдски нестаје алармантном брзином”. Марк Левен сугерише да геноцидне праксе нису биле ограничене на културни геноцид, и да су се догађаји из касног 19. века наставили све до 1990. године. Дојче веле је 2019. известио да су Курди све више били изложени насилним злочинима из мржње.
Одређени академици су тврдили да су узастопне турске владе усвојиле континуирани програм геноцида над Курдима, са циљем њихове асимилације. Међутим, хипотеза о геноциду остаје мањинско гледиште међу историчарима и не подржава је ниједна нација или велика организација. Десмонд Фернандес, виши предавач на Универзитету Де Монтфорт, разбија политику турских власти у следеће категорије:
1. Програм присилне асимилације, који је између осталог укључивао забрану курдског језика и присилно пресељење Курда у некурдске области Турске.
2. Забрана било које организације која се супротставља категорији један.
3. Насилна репресија сваког курдског отпора.

У јануару 2013. турски парламент је усвојио закон који дозвољава употребу курдског језика у судовима, али са ограничењима. Закон је усвојен гласовима владајуће АКП (Странка правде и развоја) и прокурдске опозиционе странке за права, против критика секуларистичке ЦХП странке и националистичке МХП, при чему су посланици МХП и ЦХП скоро дошли у сукоб са посланицима БДП-а због закон. Упркос њиховој подршци у парламенту, БДП је био критичан према законској одредби да ће окривљени плаћати трошкове превода и да се закон примењује само на изговорену одбрану на суду, али не и на писмену одбрану или претпретресну одбрану. истраге. Према једном извору закон није у складу са стандардима ЕУ. Заменик премијера Турске Бекир Боздаг одговорио је на критике закона са обе стране рекавши да ће бити плаћене накнаде оптуженима који не говоре турски језик. од стране државе, док ће они који говоре турски, а више воле да говоре у суду на другом језику, морати сами да плате таксу. Европски комесар за проширење Штефан Филе поздравио је нови закон.
У фебруару 2013, турски премијер Реџеп Тајип Ердоган рекао је током састанка са муслиманским лидерима јавног мњења да има „позитивне ставове“ о имамима који држе проповеди на турском, курдском или арапском језику, према језику који се најчешће говори међу посетиоцима џамије. Овај потез добио је подршку курдских политичара и група за људска права.

## Арапи
Турска има историју снажног антиарабизма, који је у значајном порасту због сиријске избегличке кризе. Haaretz (јеврејски магазин)је известио да антиарапски расизам у Турској углавном погађа две групе; туристи из Залива који су окарактерисани као „богати и снисходљиви“ и сиријске избеглице у Турској. Haaretz је такође известио да антисиријско расположење у Турској метастазира у опште непријатељство према свим Арапима, укључујући Палестинце. Заменик председника партије упозорио је да Турска ризикује да постане „блискоисточна земља“ због прилива избеглица.

## Јермени
Иако је било могуће да Јермени остваре статус и богатство у Отоманском царству, као заједница, они су добили статус грађана другог реда и сматрани су суштински страним муслиманском карактеру Османског друштва. Године 1895., захтеви за реформом међу јерменским поданицима Османског царства довели су до одлуке султана Абдула Хамида да их потисне, што је резултирало хамидијским масакрима у којима је убијено до 300.000 Јермена, а много више мучено. Године 1909. масакр над Јерменима у граду Адани резултирао је низом анти-јерменских погрома широм округа који су резултирали смрћу 20.000–30.000 Јермена. Током Првог светског рата, отоманска влада је масакрирала између 1 и 1,5 милиона Јермена у геноциду над Јерменима. Став садашње турске владе је, међутим, да су погинули Јермени били жртве очекиваних ратних тешкоћа, да су жртве преувеличане и да се догађаји из 1915. године не могу сматрати геноцидом. Овај став су критиковали међународни научници који се баве геноцидом, и 28 влада, које имају резолуције које потврђују геноцид.
Инцидент „Двадесет класа“ је била политика коју је турска влада користила да регрутује мушко нетурско мањинско становништво које се углавном састоји од Јермена, Грка и Јевреја током Другог светског рата. Свих двадесет разреда чинило је мушко мањинско становништво, укључујући старешине и ментално болесне. Нису добијали оружје, а често нису ни носили војне униформе. Немуслимани су били окупљени у радне батаљоне у које нису били уврштени Турци. Наводно су били приморани да раде у веома лошим условима. Преовлађујуће и широко распрострањено гледиште о овом питању било је да је Турска, желећи да учествује у Другом светском рату, унапред окупила све непоуздане нетурке који су сматрани „петом колоном“.
Варлик вергиси („Порез на богатство“ или „Порез на капитал“) је био турски порез који се наплаћивао богатим грађанима Турске 1942. године, са наведеним циљем прикупљања средстава за одбрану земље у случају евентуалног уласка у Други светски рат. Предлог закона о једнократном порезу предложила је влада Шукру Саракоглу, а акт је усвојио турски парламент 11. новембра 1942. Наметнут је основним средствима, као што су земљишни поседи, предузећа и индустријска предузећа свих грађана. Међутим, они који су најтеже страдали били су немуслимани попут Јевреја, Грка и Јермена који су контролисали велики део привреде. Мада су Јермени били ти који су највише опорезовани.
Неке потешкоће које тренутно доживљава јерменска мањина у Турској резултат су антијерменског става ултранационалистичких група као што су Сиви вукови. Према групи за права мањина, док влада званично признаје Јермене као мањину, али када се користи у јавности, овај термин означава статус другог реда. У Турској се израз „јерменски“ често користио као увреда. Деца се у раној доби уче да мрзе Јермене и „Јерменца“, а неколико људи је кривично гоњено зато што су јавне личности и политичаре називали таквима.
У фебруару 2004, новинар Хрант Динк објавио је чланак у јерменском листу Агос под насловом "Тајна Сабихе Хатун" у којем је бивша становница Газијантепа, Хрипсиме Себилцијан, тврдила да је нећака Сабихе Гокчен, наговештавајући да је турски националистички херој Гокчен јерменског порекла. Сама помисао да је Гокчен могао бити Јермен изазвао је узбуну широм Турске, јер се и сам Динк нашао на удару критике, посебно од стране новинских колумниста и турских ултранационалистичких група, које су га означиле као издајника. У депеши америчког конзула коју је објавио Викиликс и коју је написао званичник конзулата у Истанбулу примећује се да је цела афера „разоткрила ружну црту расизма у турском друштву“.
Године 2004. Белге Филмс, дистрибутер филма у Турској, повукао је објављивање филма “Арарат” Атома Егојана, о геноциду над Јерменима, након што је добио претње од Сивих вукова, ултранационалистичке организације. Ова организација је стајала иза сличних кампања претњи против јерменске заједнице у прошлости. Године 1994. пошта мржње коју је потписала ова организација, послата је фирмама и приватним кућама у власништву Јермена у којима се Јермени описују као „паразити“ и да ће се масакри из прошлости наставити. Писма су се такође завршавала речима: „Не заборавите: Турска припада само Турцима. Ослободићемо Турску ове експлоатације. Немојте нас терати да вас пошаљемо у Јереван! Зато идите сада, пре него што то учинимо! сводиће се, како је наш премијер (Тансу Чилер) рекао, на: 'или ставите тачку на то, или ћемо ми.' То је последње упозорење!“
Хранта Динка, уредника јерменског недељника Агос, убио је Огун Самаст у Истанбулу 19. јануара 2007. године. Он је наводно деловао по наређењу Јасина Хајала, милитантног турског ултранационалисте. Због својих изјава о јерменском идентитету и геноциду над Јерменима, Динк је три пута процесуиран по члану 301 турског кривичног закона за „вређање турског порекла“. Такође је добио бројне претње смрћу од турских националиста који су га називали издајником.
Термин „јерменски“ се често користи у политици да би дискредитовао политичке противнике. Године 2008. Цанан Артман, посланик Измира из Републиканске народне партије, назвао је председника Абдулаха Гула „Јерменцем“. Артман је тада процесуиран за „вређање” председника. Слично, 2010. године, турски новинар Цем Бујукчакир одобрио је коментар на својој веб страници тврдећи да је мајка председника Абдулаха Гула била Јерменка. Бујукчакир је тада осуђен на 11 месеци затвора због „вређања председника [Абдулаха] Гула“.
Ибрахим Сахин и 36 других наводних чланова турске ултранационалистичке групе Ергенекон ухапшени су у јануару 2009. године у Анкари. Турска полиција је саопштила да је хватање изазвано наредбама које је Шахин дао да се убију 12 лидера јерменске заједнице у Сивасу. Према званичној истрази у Турској, Ергенекон је такође имао улогу у убиству Хранта Динка.
Године 2010.  током фудбалске утакмице између Бурсаспора и Бешикташа, навијачи Бурсаспора су скандирали: „Јерменски пси подржавају Бешикташ“. Певање се односило на чињеницу да је Ален Маркарјан, вођа навијача Бешикташа, јерменског порекла.
Севаг Баликчи, турски војник јерменског порекла, убијен је 24. априла 2011. године, на дан сећања на геноцид над Јерменима, током служења војног рока у Батману. Преко његовог профила на Фејсбуку откривено је да је убица Киванч Агаоглу био ултранационалиста и симпатизер националистичког политичара Мухсина Јаџиоглуа и турског агента/убице Абдулаха Чатлија, који је и сам имао историју антијерменских активности, попут јерменског бомбардовања Меморијала геноциду у предграђу Париза 1984. године. Његов профил на Фејсбуку је такође показао да је симпатизер Партије Велике уније (ББП), крајње десничарске националистичке партије у Турској. Баликчијева вереница је сведочила да јој је Севаг преко телефона рекао да се плаши за свој живот јер му је извесни војник претио рекавши: „Ако би дошло до рата са Јерменијом, ти би био прва особа коју бих убио“.
Дана 26. фебруара 2012, митинг у Истанбулу поводом сећања на масакр у Хоџалију претворио се у антијерменске демонстрације које су садржале говор мржње и претње према Јерменији и Јерменима. Повици и слогани током демонстрација укључују: „Сви сте ви Јермени, сви сте копилад“, „Хрантова копилад нас не могу уплашити“ и „Данас трг Таксим, сутра Јереван: Изненада ћемо сићи на вас у ноћи“.
У 2012. ултранационалистичка група АСИМ-ДЕР (основана 2002) циљала је на јерменске школе, цркве, фондације и појединце у Турској као део кампање против јерменске мржње.
Група демонстраната је 23. фебруара 2014. носила транспарент на којем је писало: „Живео Огун Самастс! Доле Хрант Динк!“ дефиловала испред јерменске основне школе у Истанбулу, а затим марширала испред главне зграде новина Агос, исте локације на којој је Хрант Динк убијен 2007. године.
Дана 5. августа 2014. године, премијер Реџеп Тајип Ердоган је у телевизијском интервјуу на новинској мрежи НТВ приметио да је бити Јермен „ружније“ чак и него бити Грузијац, рекавши „Не бисте веровали шта су рекли о мени. Рекли су да сам Грузијац... рекли су још ружније ствари – звали су ме Јермен, али ја сам Турчин.“
У фебруару 2015. откривени су графити у близини зида јерменске цркве у истанбулској четврти Кадикој на којима пише „Или сте Турци или копилад“ и „Сви сте ви Јермени, сви сте копилад“. Тврди се да су графити урађени организовањем митинга под називом „Демонстрације осуде геноцида у Хоџалију и јерменског терора“. Удружење за људска права Турске упутило је петицију локалној влади Истанбула назвавши то „изликом за подстицање етничке мржње против Јермена у Турској“. Истог месеца транспаренти који прослављају геноцид над Јерменима примећени су у неколико градова широм Турске. Они су изјавили: „Ми славимо 100. годишњицу очишћења наше земље од Јермена. Поносни смо на наше славне претке.“ 
У марту 2015. градоначелник Анкаре Мелих Гокчек поднео је званичну тужбу због оптужби за клевету против новинара Хаика Багдата јер га је назвао Јерменцем. У представци подносиоца жалбе суду је наведено: „Изјаве [Багдата] су лажне и укључују увреду и клевету.“ Гокчек је навео да израз „Јерменин“ значи „гађење“. Он је тужио Багдат за 10.000 лира на основу грађанске тужбе. У другом случају, Багдат је првобитно осуђен на 105 дана затвора због вређања Гокчека термином Јермен. Казна је претворена у новчану казну од 1.160 турских лира.
У марту 2015. откривени су графити на зидовима јерменске цркве у истанбулском округу Бакиркој на којима је писало „1915, благословена година“, у вези са геноцидом над Јерменима 1915. Остале увреде су укључивале „Какве везе има ако сте сви Јермени када је један од нас Огун Самаст“, што се односило на слоган „Сви смо ми Јермени“ који су демонстранти користили након убиства Хранта Динка. Управник цркве је приметио: „Овакве ствари се дешавају стално.“
Дана 3. јуна 2015. године, током предизборног говора у Бинголу усмереног против опозиционе странке ХДП, турски председник Реџеп Тајип Ердоган изјавио је да су „јерменски лоби, хомосексуалци и они који верују у 'алевизам без Алија' – сви ови представници побуне.“
Дана 24. јуна 2015. године, након концерта Тиграна Хамасијана у Анију, разрушеном средњовековном јерменском граду који се налази у турској провинцији Карс, председник Улку Оцаклар округа Карс, Толга Адигузел, запретио је да ће „ловити“ Јермене у улицама Карса.
После општих избора у Турској јуна 2015. године, када су три јерменска посланика изабрана у Велику националну скупштину, Хусеиин Созлу, градоначелник Адане, реаговао је на Твитеру: „Манукјанов нећак у Адани сада мора да је веома срећан. Његова три рођака су ушла Парламент. Они су из [Партије правде и развоја] АКП, [Републиканске народне партије] ЦХП и [Народно-демократске партије] ХДП." Созлу је алудирао да су три јерменска посланика повезана са Матилдом Манукјан, турско-јерменску бизнисменку, за коју се зна да је поседовала неколико јавних кућа.
Током званичне државне сахране турског војника Олгуна Каракојунлуа, један човек је узвикнуо: „ПКК су сви Јермени, али се крију. Ја сам Курд и муслиман, али нисам Јермен. Крај Јермена је близу. Божјом вољом, ми ћемо им привести крај. О Јермени, џабе шта год да радите, ми вас добро познајемо. Узалуд ће бити шта год урадите.“ 
Септембра 2015. године, током курдско-турског сукоба, објављен је снимак на којем се види како полиција у Џизреу преко звучника саопштава локалном курдском становништву да су „јерменска копилад“. Неколико дана касније, у другом случају, полиција Џизреа је више пута објавила преко звучника „Сви сте ви Јермени“. Полиција је такође објавила: „Јерменско потомство, вечерас ће бити ваша последња ноћ“. Дана 11. септембра, пред крај опсаде, полиција је коначно саопштила: „Јерменска копилад, све ћемо вас побити и истребити ћемо вас“.
Дана 9. септембра 2015, гомила турске омладине која се окупљала у областима Истанбула насељеним Јерменима је скандирала „Морамо ове области претворити у јерменска и курдска гробља“.
У септембру 2015. у Игдиру је постављен знак „Добродошли“ који је написан на четири језика, турском, курдском, енглеском и јерменском. АСИМДЕР је протестовао против јерменског дела знака који је захтевао његово уклањање. У октобру 2015. јерменски натпис на знаку „Добродошли“ је тешко вандализован. У јуну 2016. јерменски натпис је потпуно уклоњен.
У јануару 2016. године, када је Арас Озбилиз, етнички Јерменски фудбалер, пребачен у Бешикташ Турски фудбалски тим, широка кампања мржње настала је на разним друштвеним медијима. Група навијача Бешикташа, објавила је изјаву у којој осуђује расистичку кампању и потврђује да је она против расизма. Кампања мржње је такође подстакла различите политичаре, укључујући Селину Доган из Републиканске народне партије, да издају саопштење у којем је осуђују.
У марту 2016, парада одржана у Ашкалеу, првобитно посвећена турским мученицима из Првог светског рата, претворила се у „шоу мржње“ и „мржњу пуну пропаганде против Јермена“. Башаран, градоначелник Ашкалеа, изразио је захвалност „славним прецима који су истребили Јермене“.
У априлу 2018. на зиду је исписан графит са натписом „Ова домовина је наша“, а гомила смећа је такође бачена испред јерменске цркве Сурп Такавор у округу Кадикој. Општина Кадикој осудила је и описала ту акцију као „расистички напад“ у објави на Твитеру, рекавши да је покренут неопходан рад на чишћењу текста и уклањању смећа.

## Асирци
Асирци су такође делили сличну судбину са Јерменима. Асирци су такође страдали 1915. године и масовно су масакрирани. Асирски геноцид или Сејфо (како је познато Асирцима) смањио је популацију Асираца Османског царства и Персије са око 650.000 пре геноцида на 250.000 након геноцида.
Дискриминација се наставила и у новоформираној Турској Републици. После побуне шеика Саида, Асирска православна црква је била изложена узнемиравању турских власти, на основу тога што су неки Асирци наводно сарађивали са побуњеним Курдима. Као последица тога, дошло је до масовних депортација и патријарх Мар Игњатије Илија је протеран из манастира Мор Ханањо који је претворен у турску касарну. Патријаршијско седиште је потом привремено пренето у Хомс.
Асирци историјски нису могли да постану државни службеници у Турској и нису могли да похађају војне школе, да постану официри у војсци или да се придруже полицији.

## Грци
Казнене турске националистичке ексклузивистичке мере, као што је парламентарни закон из 1932. године, забраниле су грчким држављанима који живе у Турској да се баве низом од 30 заната и занимања од кројачких и столарских до медицине, права и некретнина. Порез Варлик Вергиси уведен 1942. године такође је послужио за смањење економског потенцијала грчких пословних људи у Турској. Дана 6. септембра 1955. антигрчке немире у Истанбулу је организовала Тактичка мобилизациона група турске војске, седиште турског огранка Операције Гладио; Контрагерила. Догађаје је покренула вест да је дан раније бомбардован турски конзулат у Солуну, северна Грчка – кућа у којој је рођен Мустафа Кемал Ататурк 1881. године. Догађаје је подстакла бомба коју је подметнуо турски службеник конзулата, који је касније ухапшен и признао је злочин. Турска штампа која је преносила вести у Турској ћутала је о хапшењу и уместо тога инсинуирала је да су Грци поставили бомбу. Иако руља није експлицитно позвала на убијање Грка, преко десетина људи је умрло током или после погрома од последица премлаћивања и паљења. Повређени су и Курди, Јевреји, Јермени, Асирци, мањински муслимани и Турци немуслимани. Поред комерцијалних циљева, руља је јасно циљала на имовину у власништву или под управом Грчке православне цркве. Вандализоване су, спаљене или уништене 73 цркве и 23 школе, 8 асперса и 3 манастира.
Погром је у великој мери убрзао емиграцију етничких Грка из Турске, а посебно из региона Истанбула. Грчко становништво Турске је опало са 119.822 особе 1927. на око 7.000 у 1978. години. Само у Истанбулу, грчко становништво се смањило са 65.108 на 49.081 између 1955. и 1960. године.
Грчка мањина и даље се суочава са проблемима у вези са образовањем и имовинским правима. Законом из 1971. године национализоване су верске школе и затворена богословија Халки на истанбулском острву Хејбели која је обучавала православно свештенство од 19. века. Каснији напад био је вандализам на грчком гробљу на Имбросу 29. октобра 2010. У том контексту, проблеми који погађају грчку мањину на острвима Имброс и Тенедос и даље се пријављују Европској комисији.
Од 2007. године турске власти су заплениле укупно 1.000 непокретности 81 грчке организације, као и појединаца грчке заједнице. С друге стране, турски судови су давали правни легитимитет незаконитим поступцима одобравањем дискриминаторних закона и политика које су кршиле основна права која су били одговорни да штите. Као резултат тога, фондације грчких заједница почеле су да подносе жалбе након 1999. године када је најављена кандидатура Турске за Европску унију. Од 2007. године у овим случајевима се доносе одлуке; прва пресуда донета је у случају Фондације грчког православног колеџа Пханар, а одлука је била да је Турска прекршила члан 1. Протокола бр. 1 Европске конвенције о људским правима, којим су обезбеђена имовинска права.

## Јевреји
Тридесетих година прошлог века формиране су групе које су објављивале антисемитске часописе. Новинар Цеват Рифат Атилхан објавио је часопис у Измиру под називом Анадолу и који је садржавао антисемитско писање. Када је публикација стављена ван закона, Атилхан је отишао у Немачку и месецима га је забављао Јулијус Штрајхер. У Дер Стурмеру, издању од стране Штрајхера, објављен је велики чланак о Цеват Рифату Атилхану 18. августа 1934. По повратку у Турску, Атилхан је покренуо часопис Milli İnkılap који је био веома сличан Дер Стурмеру. Сходно томе, тврди се да велики део антисемитских теорија у Турској потиче из већег дела мишљења и материјала које је Атилхан преузео из Немачке.
Афера Елза Ниего је био догађај у вези са убиством јеврејске девојке у Турској по имену Елза Ниего 1927. Током сахране одржане су демонстрације против турске владе које су изазвале антисемитску реакцију у турској штампи. Девет демонстраната је одмах ухапшено под оптужбом да су вређали „турско понашање“.
Закон о пресељењу из 1934. године био је политика коју је усвојила турска влада и која је поставила основне принципе имиграције.[194] Иако се очекивало да ће Закон о насељавању деловати као инструмент за потурчење масе грађана који не говоре турски, он се одмах појавио као закон који је изазвао немире против немуслимана, што је доказано у погромима у Тракији над Јеврејима 1934. непосредно након доношења закона. Пошто је закон донет 14. јуна 1934. године, погроми у Тракији су почели нешто више од две недеље касније, 3. јула. Инциденти који су покушавали да протерају немуслиманске становнике региона прво су почели у Чанакалеу, где су Јевреји добијали непотписана писма у којима им се говорило да напусте град, а затим су прерасли у антисемитску кампању која је укључивала економске бојкоте и вербалне нападе, као и физичко насиље над Јеврејима. Процењује се да је од укупно 15.000-20.000 Јевреја који живе у региону, више од половине побегло у Истанбул током и након инцидената.
Синагога Неве Шалом у Истанбулу је нападнута три пута. Прво су 6. септембра 1986. арапски милитанти убили 22 јеврејска верника и ранили 6 током шабатске службе у Неве Шалому. За напад је окривљен палестински милитант Абу Нидал. Синагога је поново погођена током бомбардовања у Истанбулу 2003. заједно са синагогом Бет Израел, убивши 20 и повриједивши преко 300 људи, како Јевреја тако и муслимана. Иако је локална турска милитантна група, Велики источни исламски нападачки фронт, преузела одговорност за нападе, полиција је тврдила да су бомбашки напади „превише софистицирани да би их извршила та група“, а високи извор из израелске владе је рекао: „напад је морао бити барем координисан са међународним терористичким организацијама“.
Године 2015, информативни канал повезан са Ердоганом емитовао је двосатни документарац под називом „The Mastermind“ , који је снажно сугерисао да је „ум Јевреја“ тај „влада светом, пали, уништава, гладује, води ратове, организује револуције и државне ударе и успоставља државе у државама.“
Према Антидефамационој лиги, 71% одраслих Турака „гаји антисемитске ставове“.

## Африканци
Уобичајена перцепција у турском друштву је да расизам против црнаца у Турској није велики проблем јер земља нема историју колонијализма или сегрегације као у многим западним земљама. Напротив, социолози као што је Догуш Шимшек снажно одбацују ову тачку гледишта, наглашавајући да је ова погрешна перцепција резултат чињенице да Африканци у Турској често живе у сенци, а Афро-Турци, историјска црначка популација Турске, углавном су ограничени на мале заједнице у западној Турској.
Афрички имигранти, чији је број процењен на 150.000 од 2018. године, пријавили су да редовно доживљавају сексуално злостављање и дискриминацију на основу расе у Турској.